# Raúl de la Torre
Raúl de la Torre (Zárate, 19 februari 1938 - Buenos Aires, 19 maart 2010) was een Argentijns filmregisseur, filmproducent en scenarioschrijver.
Hij is vooral bekend door zijn tangofilms, die dikwijls seksueel getint waren. Op het Filmfestival van Cannes van 1986 werd hij genomineerd voor een Gouden Palm voor de film Pobre mariposa. Hij overleed in maart 2010 op 72-jarige leeftijd aan een hartinfarct.

## Filmografie als regisseur
- Juan Lamaglia y señora (1970)
- Crónica de una señora (1971)
- Heroína (1972)
- La Revolución (1973)
- Sola (1976)
- El Infierno tan temido (1980)
- Pubis Angelical (1982)
- Pobre mariposa (1986)
- El Color escondido (1988)
- Funes, un gran amor (1993)
- Peperina (1995)